# Goulburn River (Hunter River)
Der Goulburn River ist ein Fluss im Osten des australischen Bundesstaates New South Wales.

## Verlauf
Er entspringt östlich von Mudgee, fließt nach Osten und mündet in der Nähe der Kleinstadt Denman in den Hunter River.
Der Fluss durchströmt eine wilde, dünn besiedelte Gegend, die zum größten Teil zum Goulburn-River-Nationalpark erklärt wurde.

### Nebenflüsse mit Mündungshöhen
Die wichtigsten Nebenflüsse des Goulburn River sind der Widden Brook, der Krui River und der Merriwa River, weitere Nebenflüsse sind:
- Moolarben Creek – 434 m
- Wollar Creek – 336 m
- Munmurra River – 279 m
- Krui River – 263 m
- Rocky Creek – 249 m
- Poggy Creek – 221 m
- Bylong River – 219 m
- Mount Misery Creek – 216 m
- Tunbridge Creek – 192 m
- Bow River – 192 m
- Honeysuckle Creek – 169 m
- Merriwa River – 157 m
- Kerrabee Creek – 155 m
- Querry Creek – 154 m
- Widden Brook – 148 m
- Eckfords Creek – 135 m
- Baerami Creek – 134 m
- Worondi Rivulet – 133 m
- Giants Creek – 120 m
- Wybong Creek – 112 m
- Kings Creek – 103 m

## Name
1823 erforschte der Entdecker William Lawson den Goulburn River. Er benannte ihn nach Henry Goulburn, einem britischen Politiker in den 1820er-Jahren. 